# Eosinofil granulocyt

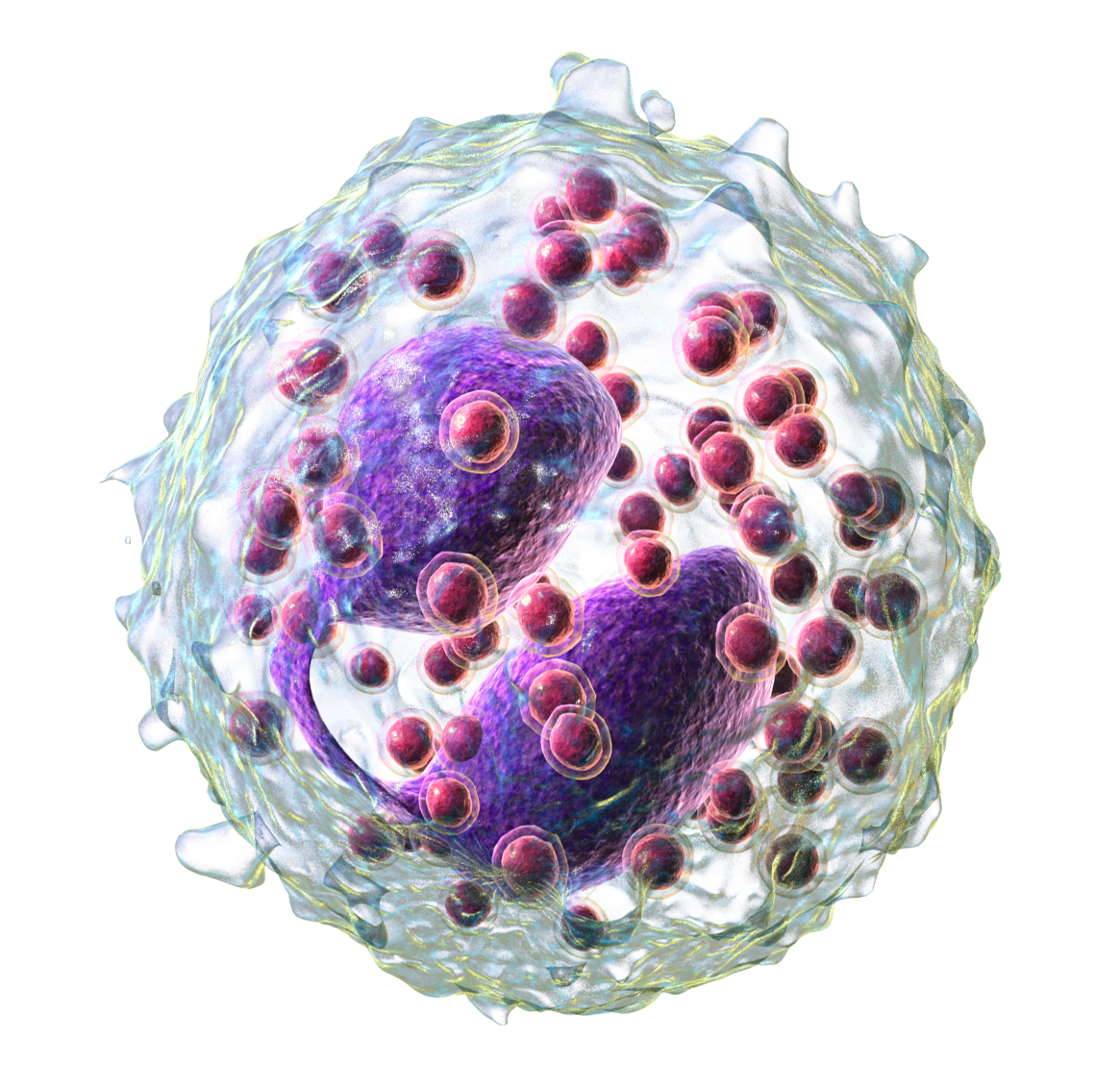
3D-återgivning av eosinofil granulocyt.

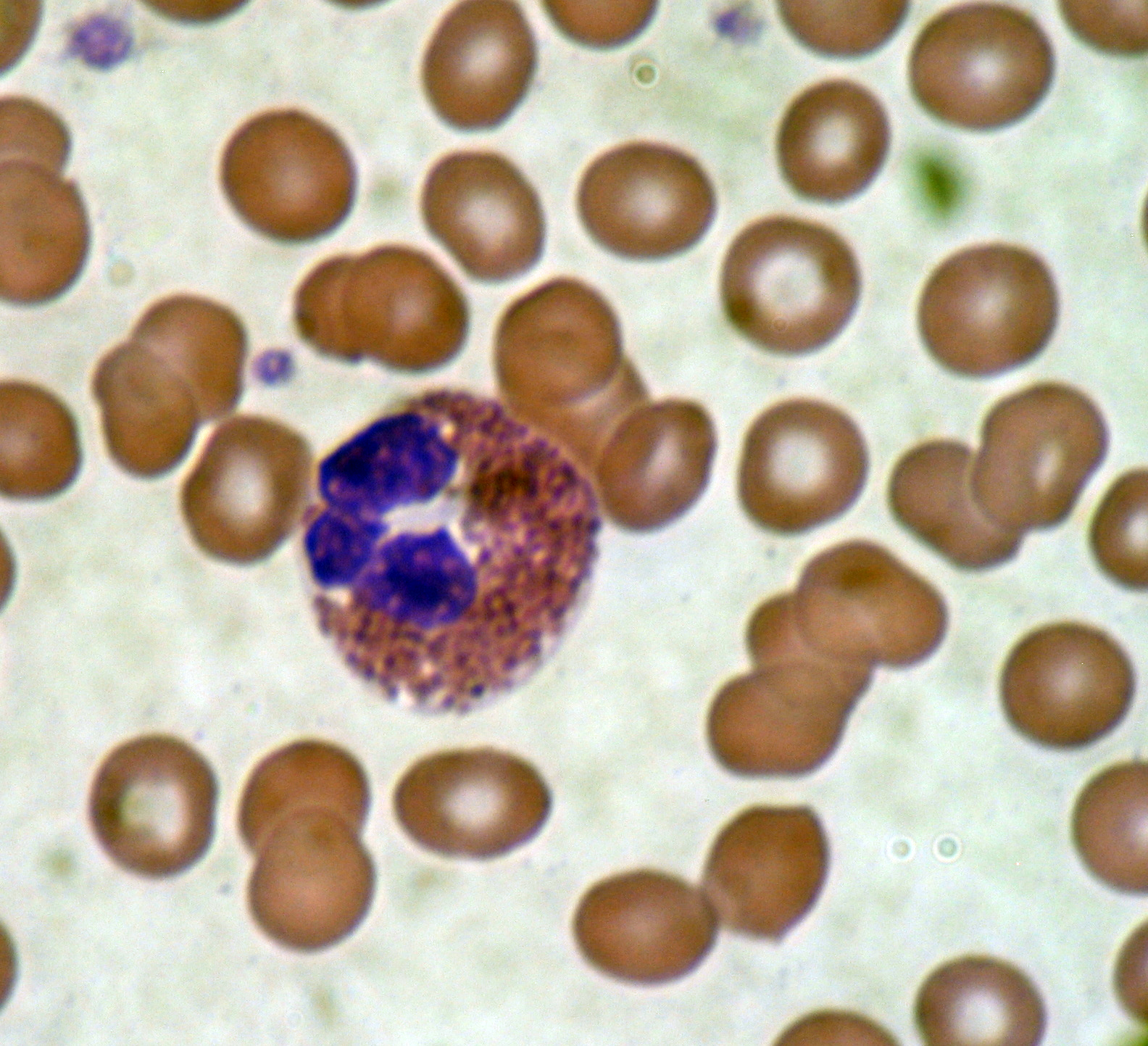
Eosinofil granulocyt i mikroskopisk bild (400× förstoring) i ett blodutstryk. Blå-lila cellkärna, röda intracellulära granula. Eosinofilen omges av erytrocyter och enstaka trombocyter.

Eosinofila granulocyter, eller bara eosinofiler, är en sorts vita blodkroppar av typen granulocyter. Eosinofiler har en funktion i försvaret mot parasiter. De har även en roll i astma och allergi.

## Förekomst
Eosinofiler finns framförallt i vävnader, särskilt i den bindväv som ligger i anslutning till epitelet i lunga, mag- och tarmkanalen, samt urinvägar. Endast en liten andel av eosinofilerna finns i blodet. I blodet utgör eosinofila granulocyter 1–6 % av antalet vita blodceller. Eosinofilers halveringstid i blodet är 8–18 timmar. De bildas och mognar ut i benmärgen.

## Utseende
Eosinofiler är 11–15 µm i diameter, har en cytoplasma som innehåller rikligt med granula och har en cellkärna som är loberad i två lober. Cellens granula innehåller eosinofilt basiskt protein, eosinofilt peroxidas, eosinofilt kollagenas, cytokiner och andra enzymer och toxiska proteiner. Eosinofila granulocyters namn kommer från att de basiska proteinerna i cellens granula binder syran eosin, ett ämne som används vid infärgning inför undersökning i mikroskop, vilket gör att den granulerade cytoplasman ser rosa eller röd ut i mikroskopiska bilder.

## Funktion
Eosinofila granulocyter tillhör gruppen granulocyter vilka är vita blodceller som tillhör det ospecifika immunförsvaret. Vid ett inflammatoriskt svar stimulerar cytokiner den eosinofila granulocyten att uttrycka receptorer som är specifika för antikroppen IgE. Först då kan IgE binda in till eosinofilen och stimulera cellen till att frisätta innehållet i dess granula ut i omgivningen. Eosinofilt basiskt protein och andra enzymer och toxiner som frisätts från cellens granula är toxiska för många parasiter. Eosinofiler har en roll i uppkomsten av astma och allergi, som är vanligare i områden där parasiter är ett ovanligt hälsoproblem.